# Yarnell
Yarnell è una città degli Stati Uniti nella contea di Yavapai, nello Stato dell'Arizona. Ha una popolazione di 649 abitanti secondo il censimento del 2010. Secondo lo United States Census Bureau ha un'area totale di 22.8 km².
Nel 2013 è stata colpita da un vasto incendio, detto incendio di Yarnell Hill.

La sua economia si basa principalmente su ranch, miniere e servizi a viaggiatori e pensionati.
Peeples Valley, tre miglia a nord, è strettamente collegata con Yarnell.

## Attrazioni

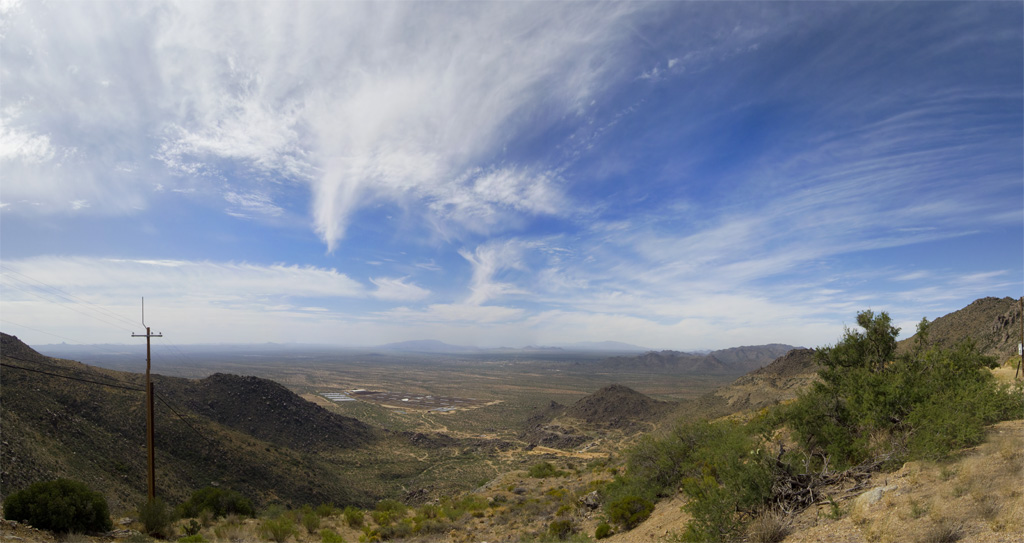
La cima di Yarnell Hill

Yarnell Hill, dove l'Highway 89 scende di 1.300 piedi in quattro miglia, è una strada panoramica molto popolare. C'è una terrazza panoramica sulla sommità - accessibile solo dalla strada in discesa.
Le città fantasma di Stanton, Octave e Congress sono nelle vicinanze.